# Ornette!
Ornette! — седьмой студийный альбом американского саксофониста и композитора Орнетта Коулмана, изданный на лейбле Atlantic Records в 1961 году. На этом альбоме Скотт Лафаро заменил в составе квартета Чарли Хейдена, оставившего квартет, однако сотрудничавшего с Коулманом впоследствии. Это первая запись Лафаро с Коулманом, и стилистические отличия первого от Хейдена явственно заметны: импульсивность и гибкость Лафаро стимулируют активность и агрессивность Коулмана и Черри гораздо сильнее, чем спокойная игра Хейдена. Запись альбома производилась 31 января 1961 года на студии Атлантик в Нью-Йорке. Три фрагмента этой сессии («Proof Readers», «Check Up» и «The Alchemy of Scott LaFaro») позже вошли в бокс-сет Beauty Is a Rare Thing (1993) и сборники Twins (1971) и The Art of the Improvisers (1970), соответственно.

## Список композиций
Названия пьес представляют собой сокращения англоязычных названий ключевых работ Зигмунда Фрейда: «Остроумие и его отношение к бессознательному» (Wit and its Relation to the Unconscious), «Тотем и табу» (Totem and Taboo), «Недовольство культурой» (Civilization and Its Discontents), эссе «Relation of the Poet to Day Dreaming».
Вся музыка написана Орнеттом Коулманом.
| №  | Название   | Длительность |
| -- | ---------- | ------------ |
| 1. | «W.R.U.»   | 16:25        |
| 2. | «T. & T.»  | 4:35         |
| 3. | «C. & D.»  | 13:10        |
| 4. | «R.P.D.D.» | 9:39         |

## Исполнители
- Орнетт Коулман — альт-саксофон
- Дон Черри — карманная труба[англ.]
- Скотт Лафаро — контрабас
- Эд Блэквелл[англ.] — ударные